# ثويرين (مودية)

تعديل مصدري - تعديل

ثويرين هي إحدى قرى عزلة مودية بمديرية مودية التابعة لمحافظة أبين، بلغ تعداد سكانها 583 نسمة حسب تعداد اليمن لعام 2004.